# Lista de ilhas de Kiribati

Localização dos arquipélagos que constituem Kiribati no Oceano Pacífico

Esta é a lista das ilhas de Kiribati. A República de Kiribati consta de 32 atóis e uma ilha de coral. Estas ilhas estão dispersas ao longo dos três grupos de ilhas que formam Kiribati:
- Ilhas Gilbert
- Ilhas Fénix
- Ilhas da Linha (ou Espórades Equatoriais)

Todas as Ilhas Fénix, menos a ilha Canton que tem uma baixa densidade populacional, estão desabitadas. As restantes Ilhas Fénix são uma zona marinha protegida, a maior área marinha protegida do mundo.
A tabela inclui dados de área e população.

## Ilhas Gilbert
| Imagem | Ilha (Nome anterior) | Área emersa (km²) | Lagoa (área) (km²) | Coordenadas                  | Tipo          | População (2005) |
| ------ | -------------------- | ----------------- | ------------------ | ---------------------------- | ------------- | ---------------- |
|        | Abaiang              | 28                | 232,5              | 1° 51′ N, 172° 58′ L         | Atol          | 5502             |
|        | Abemama              | 23                | 132.4              | 0° 24′ N, 173° 52′ O         | Atol          | 3404             |
|        | Aranuka              | 15,5              | 19,4               | 0° 11′ N, 173° 36′ L         | Atol          | 1158             |
|        | Arorae               | 26                | 0                  | 2° 38′ S, 176° 49′ L         | Atol          | 1256             |
|        | Beru                 | 21                | 38,9               | 1° 20′ 00″ S, 176° 00′ 00″ L | Atol          | 2169             |
|        | Butaritari (Makin)   | 11,7              | 191,7              | 3° 10′ 04″ N, 172° 49′ 33″ L | Atol          | 3280             |
|        | Kuria                | 12,7              | ?                  | 0° 55′ 00″ N, 173° 00′ 00″ L | Atol          | 1082             |
|        | Maiana               | 27                | 98,4               | 1° 50′ 00″ N, 173° 01′ 00″ L | Atol          | 1908             |
|        | Marakei              | 10                | 19,6               | 2° 01′ N, 173° 17′ L         | Atol          | 2741             |
|        | Makin                | 5,4               | Ver Butaritari     | 3° 10′ 04″ N, 172° 49′ 33″ L | Atol          | 2385             |
|        | Nikunau              | 18                | 0                  | 1° 22′ S, 176° 28′ L         | Atol          | 1912             |
|        | Nonouti              | 25                | 370,4              | 0° 40′ S, 174° 21′ L         | Atol          | 3179             |
|        | Onotoa               | 13,5              | 54,4               | 1° 52′ S, 175° 34′ L         | Atol          | 1644             |
|        | Tabiteuea            | 38                | 365,2              | 1° 20′ S, 174° 50′ L         | Atol          | 4898             |
|        | Tamana               | 5,2               | 0                  | 2° 30′ S, 175° 59′ L         | Ilha de coral | 875              |
|        | Tarawa               | 31                | 343,6              | 1° 25′ N, 173° 02′ L         | Atol          | 45989            |
|        |                      | 317,5             | 1866,5             |                              |               | 83683            |

## Ilhas da Linha
| Imagem | Ilha (Nome anterior)               | Área emersa (km²) | Lagoa (área) (km²) | Coordenadas                       | Tipo          | População (2005) |
| ------ | ---------------------------------- | ----------------- | ------------------ | --------------------------------- | ------------- | ---------------- |
|        | Ilha Caroline                      | 3,8               | 2,5                | 9° 56′ 13,13″ S, 150° 12′ 41,4″ O | Atol          | 0                |
|        | Ilha Flint                         | 3,2               | -                  | 11° 25′ 48″ S, 151° 49′ 09,12″ O  | Atol          | 0                |
|        | Ilha Kiritimati (Christmas Island) | 321,0             | 324                | 1° 53′ N, 157° 24′ O              | Atol          | 5115             |
|        | Ilha Malden                        | 39,3              | ?                  | 4° 03′ S, 154° 59′ O              | Atol          | 0                |
|        | Ilha Starbuck                      | 16,2              | 25                 | 5° 37′ S, 155° 56′ O              | Ilha de coral | 0                |
|        | Tabuaeran (Ilha Fanning)           | 33,7              | 110                | 3° 52′ N, 159° 22′ O              | Atol          | 2539             |
|        | Teraina (Ilha Washington)          | 7,4               | 0 (lago fechado)   | 4° 43′ N, 160° 24′ O              | Atol          | 1155             |
|        | Ilha Vostok                        | 0,2               | -                  | 10° 06′ S, 152° 25′ O             | Atol          | 0                |
|        |                                    | 428,4             | 461,5              |                                   |               | 8809             |

## Ilhas Fénix
| Imagem | Ilha (Nome anterior)      | Área emersa (km²) | Lagoa (área) (km²) | Coordenadas          | Tipo | População (2005) |
| ------ | ------------------------- | ----------------- | ------------------ | -------------------- | ---- | ---------------- |
|        | Abariringa (Ilha Canton)  | 9,1               | 50                 | 2° 50′ S, 171° 40′ O | Atol | 41               |
|        | Ilha Birnie               | 0,2               | ?                  | 3° 35′ S, 171° 33′ O | Atol | 0                |
|        | Ilha Enderbury            | 5,1               | ?                  | 3° 08′ S, 171° 05′ O | Atol | 0                |
|        | Manra (Ilha Sydney)       | 4,4               | ?                  | 4° 27′ S, 171° 16′ O | Atol | 0                |
|        | Ilha McKean               | 0,6               | ?                  | 3° 36′ S, 174° 08′ O | Atol | 0                |
|        | Nikumaroro (Ilha Gardner) | 4,1               | 4                  | 4° 40′ S, 174° 31′ O | Atol | 0                |
|        | Orona (Ilha Hull)         | 3,9               | 30                 | 4° 30′ S, 172° 10′ O | Atol | 0                |
|        | Rawaki (Ilha Phoenix)     | 0,5               | 0.5                | 3° 43′ S, 170° 43′ O | Atol | 0                |
|        |                           | 27,9              | 84,5               |                      |      | 41               |

## Gilberts Oeste
| Imagem | Ilha (Nome anterior) | Área emersa (km²) | Lagoa (área) (km²) | Coordenadas                  | Tipo          | População (2005) |
| ------ | -------------------- | ----------------- | ------------------ | ---------------------------- | ------------- | ---------------- |
|        | Banaba               | 6,5               | 0                  | 0° 51′ 34″ S, 169° 32′ 13″ L | Ilha de coral | 301              |
|        |                      | 6,5               | 0                  |                              |               | 301              |